# Domosclerus abyssicola
Domosclerus abyssicola är en mossdjursart som först beskrevs av Busk 1884.  Domosclerus abyssicola ingår i släktet Domosclerus och familjen Bifaxariidae. Inga underarter finns listade i Catalogue of Life.